# Президентські вибори в Таджикистані (2020)
Президентські вибори відбулися в Таджикистані 11 жовтня 2020 року. Результатом стала п'ята поспіль перемога авторитарного довгострокового президента Емомалі Рахмона з Народно-демократичної партії, якого переобрали понад 90 відсотками голосів. 30 жовтня відбулася інавгурація Рахмона на п'ятий строк. Він склав присягу на церемонії в палаці Сомон (резиденції уряду) у Душанбе.
Ці вибори, як і всі попередні за часів незалежності Таджикистану, не визнаються вільними або чесними, а саму країну міжнародні ЗМІ описують як авторитарну державу.

## Кандидати
У виборах брали участь п'ять кандидатів: чинний президент Емомалі Рахмон, який уже перебував при владі майже 26 років, керівник Аграрної партії Рустам Латіпов, голова Соціалістичної партії Абдухалім Гаффоров, керівник Партії економічних реформ Рустам Кудратов і лідер Комуністичної партії Міродж Абдуллоєв. Голові Демократичної партії Саїджафару Ісмонову відмовили в реєстрації через недостатню кількість підписів виборців, а Соціал-демократична партія знехтувала участю у цих виборах. Про реєстрацію цих п'ятьох кандидатів оголосила Центральна виборча комісія (ЦВК) Таджикистану 14 вересня 2020. Всі затверджені кандидати загалом обстоюють провладні позиції. 
Були думки, що в разі невисунення Емомалі Рахмона міг би балотуватися його син Рустам Емомалі або його близький соратник. Після спекуляцій на тему, чи буде балотуватися кандидатом у президенти син Рахмона Рустам, урешті кандидатуру Рахмона висунула його партія на своєму партійному з’їзді 3 вересня 2020 року. Раніше його також висунув з'їзд Федерації незалежних профспілок 26 серпня і Союз молоді Таджикистану.
3 вересня 2020 року 30-річний юрист зі східної Горно-Бадахшанської автономної області (ГБАО) Таджикистану Фаромуз Іргашев оголосив через відео на YouTube про свій намір балотуватися на пост президента. Своє рішення він пов'язував із тим, що став свідком насильства міліції в Хорозі та в ГБАО в цілому. Кандидатуру Іргашева ЦВК відхилила, пояснюючи це тим, що він не подав документи на реєстрацію у встановлені строки.

## Результати
| Кандидат                     | Кандидат                     | Партія                       | Голосів   | %     |
| ---------------------------- | ---------------------------- | ---------------------------- | --------- | ----- |
|                              | Емомалі Рахмон               | Народно-демократична партія  | 3 853 987 | 92,08 |
|                              | Рустам Латіпов               | Аграрна партія               | 128 182   | 3,06  |
|                              | Рустам Кудратов              | Партія економічних реформ    | 90 918    | 2,17  |
|                              | Абдухалім Гаффоров           | Соціалістична партія         | 63 082    | 1,51  |
|                              | Міродж Абдуллоєв             | Комуністична партія          | 49 535    | 1,18  |
| Усього                       | Усього                       | Усього                       | 4 185 704 | 100   |
|                              |                              |                              |           |       |
| Дійсні голоси                | Дійсні голоси                | Дійсні голоси                | 4 185 704 | 98,75 |
| Недійсні/пусті голоси        | Недійсні/пусті голоси        | Недійсні/пусті голоси        | 53 135    | 1,25  |
| Усього голосів               | Усього голосів               | Усього голосів               | 4 238 839 | 100   |
| Зареєстрованих виборців/явка | Зареєстрованих виборців/явка | Зареєстрованих виборців/явка | 4 961 188 | 85,44 |
| Джерело: CEC, Adam Carr      |                              |                              |           |       |

## Реакція
Перед виборами, 6 жовтня, повідомлялося про протести в столиці Душанбе. Один із протестувальників у контексті оцінки ймовірності того, чи тогочасні протести в Білорусі та Киргизстані могли б перекинутися на Таджикистан, заявив, що «акції протесту та мітинги незадоволених результатами президентських виборів у Таджикистані неможливі».